# 中村直幹
中村直干（日语：／ Nakamura Naoki，1996年9月19日—），日本男子跳台滑雪运动员，2017年冬季世界大学生运动会男子个人标准台金牌得主、2017年亚洲冬季运动会男子个人大跳台和男子团体大跳台金牌得主。